# San Antonio de Palmito
San Antonio de Palmito es un municipio de Colombia, situado en el norte del país en el departamento de Sucre (subregión de Morrosquillo). Se sitúa a 36 km de Sincelejo, la capital departamental. El Municipio de San Antonio de Palmito hace parte de la región fisiográfica denominada Llanura Costera Aluvial del Morrosquillo. Fundada por Antonio de la Torre y Miranda en 1776.

## División Político-Administrativa
Aparte de su Cabecera municipal. San Antonio de Palmito tiene bajo su jurisdicción los siguientes Centros poblados:
- Algodoncillo
- Chumpundún
- El Martillo
- El Palmar Brillante
- Guaimi
- La Gran Vía
- Las Huertas
- Los Castillos
- Los Olivos
- Media Sombra
- Pueblecito
- Pueblo Nuevo
- San Martín
- San Miguel

## Geografía
El municipio de San Antonio de Palmito, está ubicado a una altitud de 3.0 m sobre el nivel del mar.
Tiene una extensión de 18.147 hectáreas, de los cuales un 0.33% corresponde al núcleo densamente poblado (Urbano) y un 99.66% corresponde a las áreas del sector rural y/ o asentamientos poblacionales indígenas.

### Límites municipales
Los límites Municipales se presentan de la siguiente forma:
Norte: Con el municipio de Sincelejo.
Sur: Con el municipio de Tuchin y Momil en el Departamento de Córdoba.
Este: Con el municipio de Sincelejo (Sucre) y Tuchin (Córdoba).
Oeste: Con el municipio de Coveñas (Sucre) y el municipio de Momil en el departamento de Córdoba.

## Demografía
El municipio presenta una población de 12.435 habitantes de los cuales el 51.8% son hombres y el 48.2% son mujeres. El 84.2% de la población se reconoce como indígena. Del total de la población el 39.08% vive en la zona urbana y el 60.92% vive en la zona rural.
Los hogares del municipio tienen una conformación de 5.4 personas en promedio. Un 3% de la población tiene experiencia migratoria internacional, siendo sus lugares preferentes de destino Venezuela, Estados Unidos y Canadá. 

## Estructura organizacional municipal
| San Antonio de Palmito | San Antonio de Palmito | San Antonio de Palmito     |
| Departamento           | Código DANE            | Categoría municipal (2022) |
| ---------------------- | ---------------------- | -------------------------- |
| Sucre                  | 70523                  | Sexta                      |

- Personería: Es un centro del Ministerio Público de Colombia que ejerce, vigila y hace control sobre la gestión de las alcaldías y entes descentralizados; velan por la promoción y protección de los derechos humanos; vigilan el debido proceso, la conservación del medio ambiente, el patrimonio público y la prestación eficiente de los servicios públicos, garantizando a la ciudadanía la defensa de sus derechos e intereses.

El actual Personero municipal es x (2024-2027).
- Concejo Municipal: Es la suprema autoridad política del municipio. En materia administrativa sus atribuciones son de carácter normativo. También le corresponde vigilar y hacer control político a la administración municipal. Se regulan por los reglamentos internos de la corporación en el marco de la Constitución Política Colombiana (artículo 313) y las leyes, en especial la Ley 136 de 1994 y la Ley 1551 de 2012.

Constituido por 11 concejales por un periodo de 4 años.
- Alcaldía Municipal: En esta se encuentra la administración municipal y las entidades descentralizadas del municipio.

El Alcalde se pronuncia mediante decretos y se desempeña como representante legal, judicial y extrajudicial del municipio. El actual Alcalde municipal es Luis Pérez Conde (2024-2027), elegido por voto popular.
- JAL. Sin constitución alguna en los corregimientos del municipio.